# Monochoria korsakowii
Monochoria korsakowii är en vattenhyacintväxtart som beskrevs av Eduard August von Regel och Richard Karlovich Maack. Monochoria korsakowii ingår i släktet Monochoria och familjen vattenhyacintväxter. IUCN kategoriserar arten globalt som livskraftig. Inga underarter finns listade.

## Bildgalleri

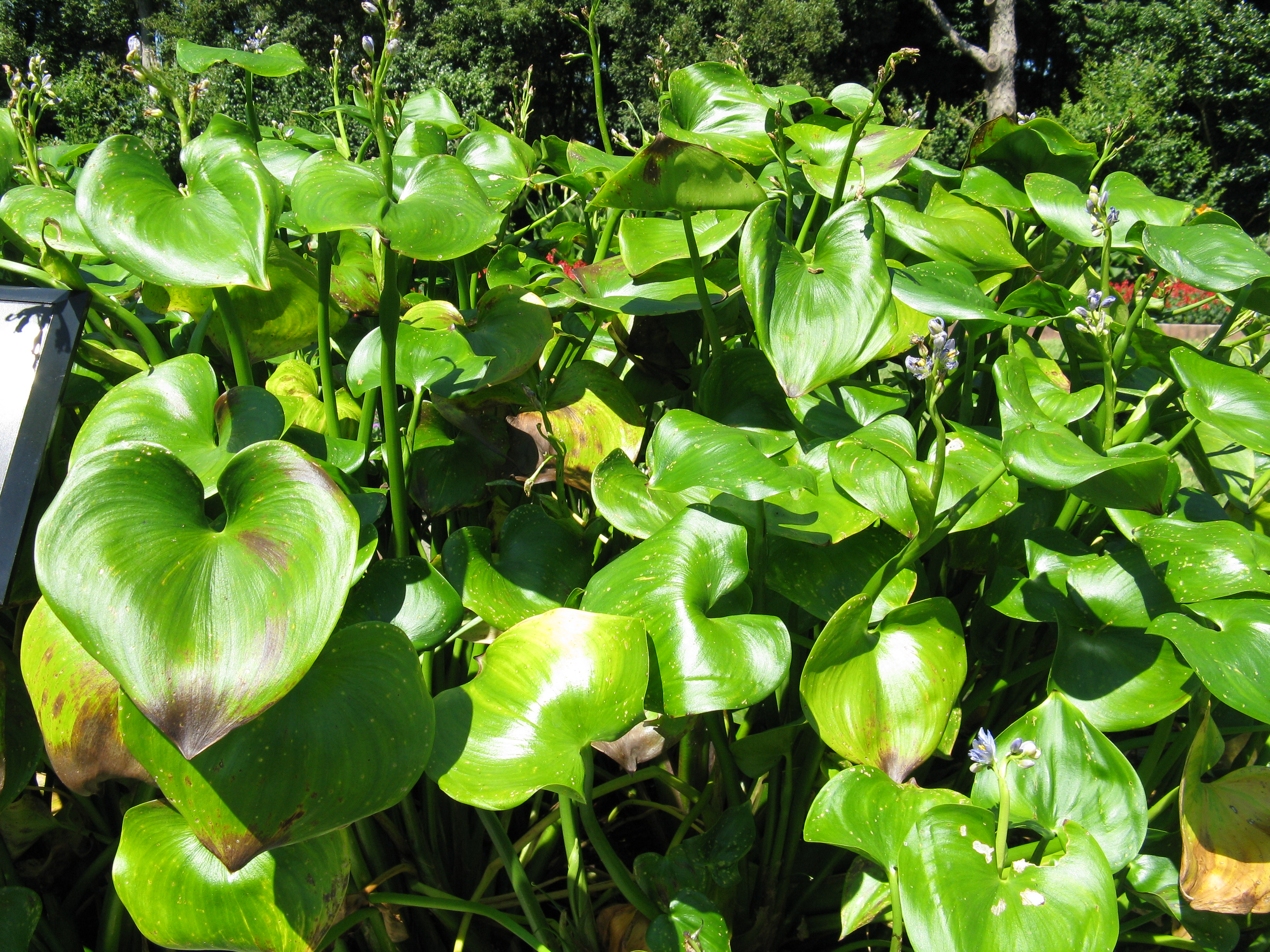
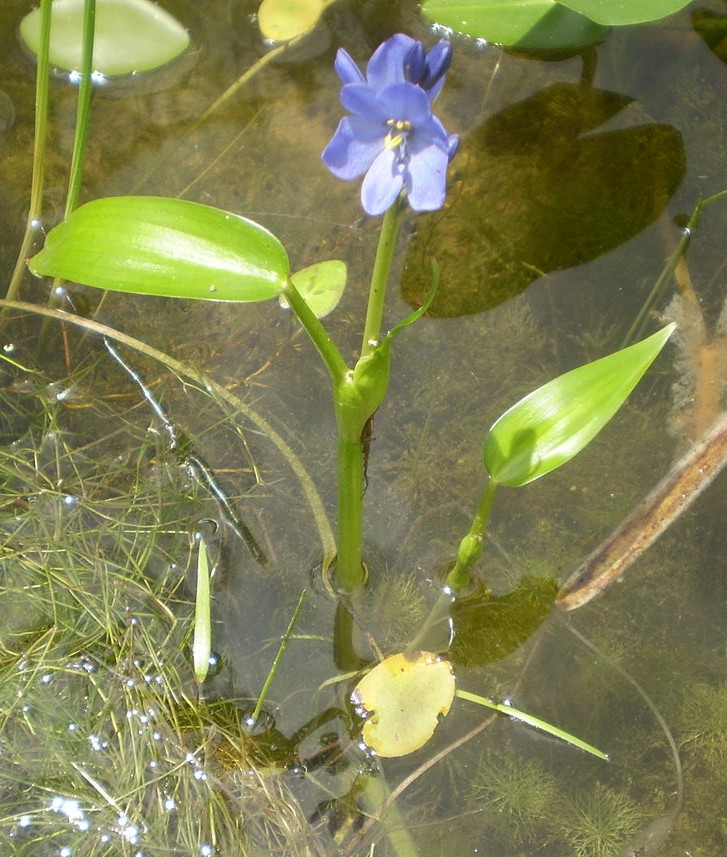
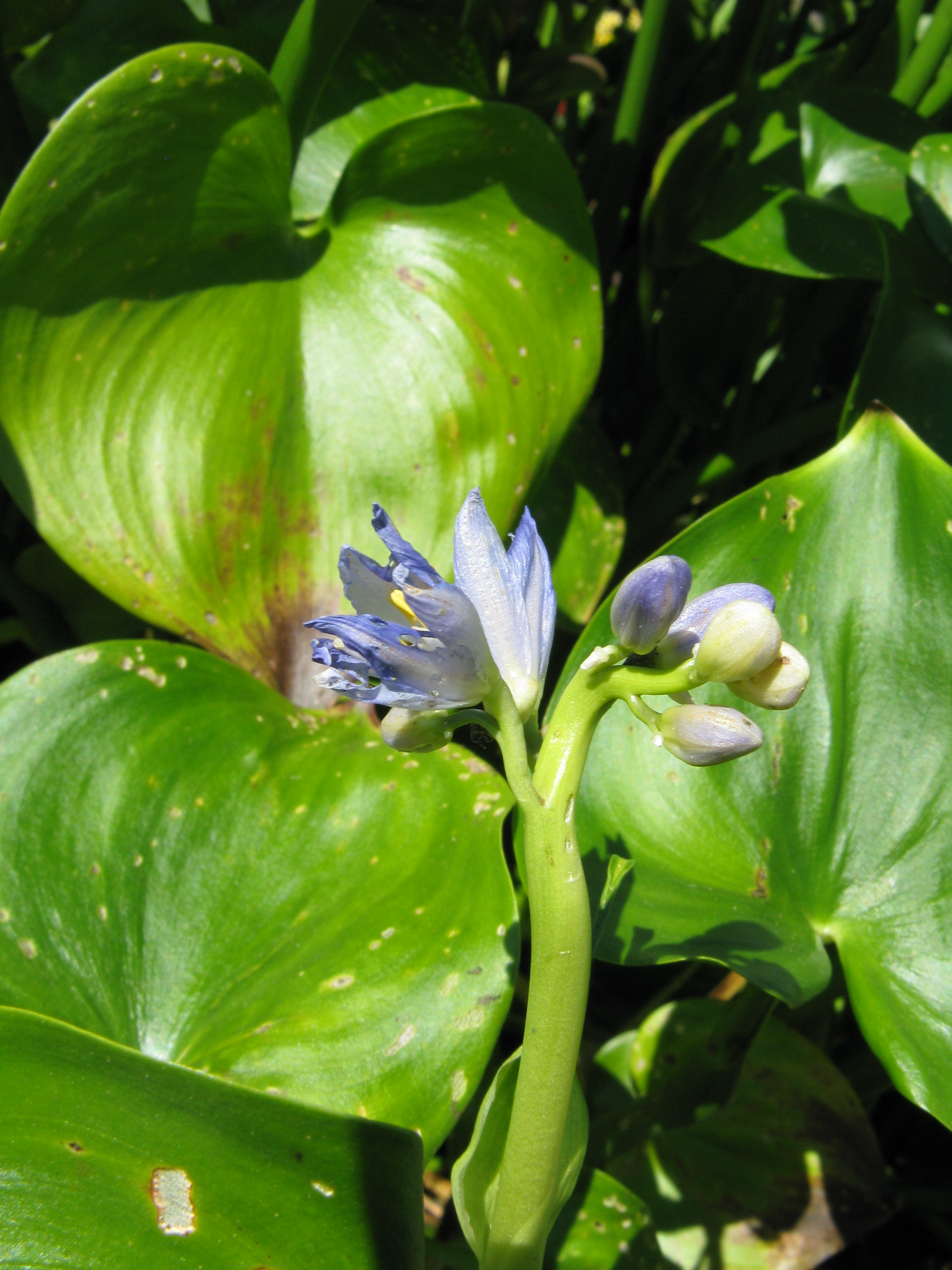